# Colibrí diamant emperador
El colibrí diamant emperador (Heliodoxa imperatrix) és una espècie d'ocell de la família dels troquílids (Trochilidae) que habita boscos dels turons andins, al sud-oest de Colòmbia i nord-oest de l'Equador.